# Graue Stachelmaus

Verbreitungsgebiet der Grauen Stachelmaus

Die Graue Stachelmaus (Acomys cineraceus) ist ein Nagetier in der Familie der Langschwanzmäuse, das im Nordosten Afrikas vorkommt.

## Merkmale
Wie bei den anderen Stachelmäusen sind in das Fell der Oberseite einige grobe Borsten oder Stacheln eingemischt. Trotz des deutschen Namens ist nur der Rücken dunkelgrau, während an den Flanken rotbraune bis zimtbraune Haare dominieren. Die Unterseite ist mit weißem Fell bedeckt. Die Graue Stachelmaus hat unter jedem Auge sowie hinter jedem Ohr einen kleinen weißen Fleck. Weiterhin ist der Schwanz in eine dunkle Oberseite und eine weiße Unterseite aufgeteilt. Auf ihm kommen kurze steife Haare vor.
Die Art erreicht eine Kopf-Rumpf-Länge von 89 bis 116 mm, eine Schwanzlänge von 72 bis 121 mm sowie ein Gewicht von 26 bis 61 g. Die Länge der Ohren beträgt 13 bis 18 mm und die Hinterfüße sind 13 bis 19 mm lang.

## Verbreitung
Das in mehrere Populationen aufgeteilte Verbreitungsgebiet liegt vorwiegend in Äthiopien und im Sudan (inklusive Südsudan). Im Süden erreicht die Art Kenia sowie Uganda und eine östliche Population kommt in Somalia vor. Das ursprüngliche Habitat der Grauen Stachelmaus sind Halbwüsten und felsige Regionen. Die Art sucht gern die Nähe des Menschen und kann auf Ackerland sowie in Gärten angetroffen werden. Dieses Nagetier hält sich meist in 200 bis 500 Meter Höhe auf. In Gebirgen oder auf Hochebenen wurde es auf bis 2000 Meter Höhe registriert.

## Lebensweise
Die Graue Stachelmaus ist dämmerungs- oder nachtaktiv und hält sich meist auf dem Boden auf. Sie kann gut im felsigen Gelände klettern. Die Nahrung besteht hauptsächlich aus Insekten. Zusätzlich frisst die Art andere Wirbellose, Samen oder grüne Pflanzenteile.
Laut den wenigen vorhandenen Beobachtungen erfolgt die Geburt der Jungtiere zu Beginn der Trockenzeit oder etwas später. Weibchen sind vermutlich 30 bis 35 Tage trächtig und ein Wurf besteht aus bis zu fünf Nachkommen. Diese sind bei Geburt relativ weit entwickelt mit offenen Augen. Nach etwa zwei Monaten erreichen sie die Geschlechtsreife.

## Status
Für die Art liegen keine nennenswerten Bedrohungen vor. Sie wird von der IUCN als nicht gefährdet (Least Concern) gelistet.

## Belege
1. ↑  Don E. Wilson, DeeAnn M. Reeder (Hrsg.): Mammal Species of the World. A taxonomic and geographic Reference. 3. Auflage. 2 Bände. Johns Hopkins University Press, Baltimore MD 2005, ISBN 0-8018-8221-4 (englisch, Acomys cineraceus).
2. 1 2 3 4 5 6  Richard W. Thorington Jr., Chad E. Shennum: Acomys cineraceus. In: Jonathan Kingdon, David Happold, Michael Hoffmann, Thomas Butynski, Meredith Happold und Jan Kalina (Hrsg.): Mammals of Africa Volume III. Rodents, Hares and Rabbits. Bloomsbury, London 2013, S. 222–223; ISBN 978-1-4081-2253-2.
3. 1 2 3 4  Acomys cineraceus in der Roten Liste gefährdeter Arten der IUCN 2016. Eingestellt von: Cassola, F., 2016. Abgerufen am 3. April 2017.